# Nilsson Rocks
Nilsson Rocks är en kulle i Antarktis. Den ligger i Östantarktis. Australien gör anspråk på området. Toppen på Nilsson Rocks är 166 meter över havet, eller 16 meter över den omgivande terrängen. Bredden vid basen är 3,1 km. Nilsson Rocks ligger vid sjön Zagadochnoe.
Terrängen runt Nilsson Rocks är huvudsakligen platt. Trakten är obefolkad. Det finns inga samhällen i närheten.